# Jago River
Der Jago River ist ein etwa 134 km langer Zufluss der Beaufortsee im Bereich der North Slope im Nordosten des US-Bundesstaats Alaska.

## Verlauf
Der Jago River entspringt in den Romanzof Mountains, ein Gebirgszug der Brookskette, auf einer Höhe von etwa 1800 m. Dort wird er von einem kleineren namenlosen Gletscher gespeist. Der Jago River fließt in überwiegend nördlicher Richtung durch das Bergland. Bei Flusskilometer 91 durchschneidet der Jago River einen niedrigen Höhenkamm und erreicht im Anschluss die Küstenebene, die er in nordnordöstlicher Richtung durchquert. Das Gebiet ist von arktischer Tundra geprägt. Bei Flusskilometer 33 trifft der Okerokovik River als einziger größerer Nebenfluss rechtsseitig auf den Jago River. Der Jago River mündet schließlich in einem Flussdelta 12 km östlich der Siedlung Kaktovik in die Jago Lagoon. Diese wird durch mehrere schmale Sandstreifen von der Beaufortsee getrennt.

## Einzugsgebiet
Das etwa 2350 km² große Einzugsgebiet des Jago River befindet sich im Arctic National Wildlife Refuge. Es grenzt im Osten an das Einzugsgebiet des Aichilik River, im Süden an das des Sheenjek River, im äußersten Südwesten an das des Hulahula River sowie im Westen an das des Okpilak River.

## Namensgebung
Der Fluss erhielt seinen heutigen Namen im Jahr 1919 von dem Arktisforscher und Geologen Ernest de Koven Leffingwell. Leffingwell übernahm das Eskimo-Wort „Jags“ und wandelte dieses um in „Jago“. So entsprach der Name dem des Lieutenant Jago, der damals Teil der Besatzung Collinsons Schiff war.